# Dassault MD 410 Spirale
Il Dassault MD 410 Spirale  (in francese: spirale) era un biturbina da trasporto leggero ad ala bassa per uso militare realizzato dall'azienda francese Dassault Aviation alla fine degli anni cinquanta e rimasto allo stadio di prototipo.

## Storia del progetto
Nel 1954, a causa dello scoppio della guerra d'Algeria, nasce dall'esigenza da parte dell'Armée de l'air di dotarsi di un velivolo da trasporto leggero armato per poter operare in territorio algerino. Nel settembre dello stesso anno il governo francese emise quindi una specifica in cui si richiedeva un aereo multiruolo dotato di motori turboelica, del peso inferiore alle 5 tonnellate, in grado di raggiungere i 400 km/h con un'autonomia di 2 000 km ed armato di cannoni da 30 mm, bombe e razzi o missili aria-terra. In un secondo tempo venne espressa anche la richiesta del possibile utilizzo come aereo di collegamento ed addestramento.
Per soddisfare la richiesta l'ufficio progetti Dassault decise di sviluppare, nel 1957, un progetto che utilizzi una cellula comune da cui derivare due modelli distinti, l'MD 410 Spirale e l'MD 415 Communauté.